# Tony Bowditch
Anthony „Tony“ Bowditch ist ein ehemaliger nauruischer Leichtathlet.

## Leben und Karriere
Bowditch gewann bei den Südpazifikspielen 1966 im neukaledonischen Nouméa die Goldmedaille über 1500 Meter (4:07,9 min) und hinter dem Fidschianer Usaia Sotutu die Silbermedaille über 3000 Meter Hindernis (10:01,0 min). Bei den in Port Moresby (Papua-Neuguinea) ausgetragenen Südpazifikspielen 1969 qualifizierte sich der Nauruer mit der fünftbesten Zeit im Vorlauf für den Endlauf über 1500 Meter, trat allerdings – nachdem er hinter Sototu und dessen Landsmann Nowame Vuto die Bronzemedaille über 3000 Meter Hindernis gewonnen hatte (10:09,6 min) – nicht zum Finale an. Auch am 5000-Meter-Lauf nahm Bowditch trotz Meldung nicht teil, den Marathonlauf konnte er nicht beenden. Sechs Jahre später wurde Bowditch bei den Südpazifikspielen 1975 auf Guam Vierter über 3000 Meter Hindernis (10:49,6 min), im Marathon belegte er in einer Zeit von 3:03:15 Stunden den neunten Platz unter 15 Startern.
Bowditch trainierte gemeinsam mit Langstreckenläufer Robert „Robbie“ Morgan-Morris. Es ist unklar, ob Bowditch (und Morgan-Morris) tatsächlich die nauruische Staatsbürgerschaft besitzen.